# CHD1
La helicasa con cromodominio de unión a ADN 1 (CHD1) es una enzima codificada en humanos por el gen CHD1.
La familia de proteínas CHD se caracteriza por la presencia de cromodominios (modificadores de la organización de la cromatina) y dominios SNF2 de tipo helicasa/ATPasa. Los genes CHD alteran la expresión génica posiblemente mediante la remodelación de la cromatina, con lo que altera el acceso de la maquinaria transcripcional a los genes diana.

## Interacciones
La proteína CHD1 ha demostrado ser capaz de interaccionar con:
- NCOR1[4]